# Мерцедес-Бенц EQS
 Тази статия е за модела лифтбек автомобили.  За за модела с повишена проходимост вижте Мерцедес-Бенц EQS SUV.  
„Мерцедес-Бенц EQS“ (Mercedes-Benz EQS) е модел електрически луксозни автомобили (сегмент F) на германската компания „Мерцедес-Бенц“, произвеждани в Зинделфинген, Банкок и Пуна от 2021 година.
Разработен като електрическа алтернатива на „Мерцедес-Бенц S-класа“, моделът е първият, използващ новопроектираната платформа за електрически автомобили MEA. Предлага се като лифтбек с 5 врати и един или два постоянномагнитни електрически двигателя на предната или на двете оси.